# (4068) Ménesthée
(4068) Ménesthée, désignation internationale (4068) Menestheus, est un astéroïde troyen jovien.

## Description
(4068) Ménesthée est un astéroïde troyen jovien, camp grec, c'est-à-dire situé au point de Lagrange L4 du système Soleil-Jupiter. Il présente une orbite caractérisée par un demi-grand axe de 5,151 UA, une excentricité de 0,074 et une inclinaison de 17,6° par rapport à l'écliptique.
Il est nommé en référence au personnage de la mythologie grecque Ménesthée, acteur du conflit légendaire de la guerre de Troie.

## Compléments